# Élections parlementaires de 2023 en Nouvelle-Galles du Sud
Les élections législatives de 2023 ont lieu le 25 mars 2023 afin d'élire les 93 sièges de l'Assemblée législative ainsi que 21 des 42 sièges du Conseil législatif de Nouvelle-Galles du Sud.
Le scrutin conduit à une alternance avec la victoire du Parti travailliste sur la Coalition du Premier ministre Dominic Perrottet. Ce dernier est remplacé par le chef des travaillistes, Chris Minns.

## Contexte
Malgré un léger recul, les élections de 2019 sont une victoire pour la coalition libérale-nationale au pouvoir, qui remporte un troisième mandat consécutif pour la première fois depuis 1971. Après avoir remplacé Mike Baird au cours de la législature précédente, Gladys Berejiklian devient la première femme à conduire à la victoire un parti en Nouvelle-Galles du Sud, et est reconduite au poste de Premier ministre. Devant l'échec de sa formation, le dirigeant du Parti travailliste Michael Daley se retire, et est remplacé par Chris Minns,.
Objet d'une enquête pour corruption, Gladys Berejiklian démissionne en octobre 2021 de son poste de Premier ministre et de son siège de députée. Le 5 octobre, Dominic Perrottet remporte la primaire interne au sein du Parti libéral, et devient à 39 ans le plus jeune Premier ministre de l'histoire de la Nouvelle-Galles du Sud,.

## Système électoral
La Nouvelle-Galles du Sud  est dotée d'un parlement bicaméral composé d'une chambre basse, l'Assemblée législative, et d'une chambre haute, le Conseil législatif. Toutes deux sont renouvelées simultanément mais selon des modalités différentes, dont notamment un renouvellement du Conseil par moitié seulement. Les élections sont fixées tous les quatre ans au quatrième samedi du mois de mars,.

### Assemblée législative

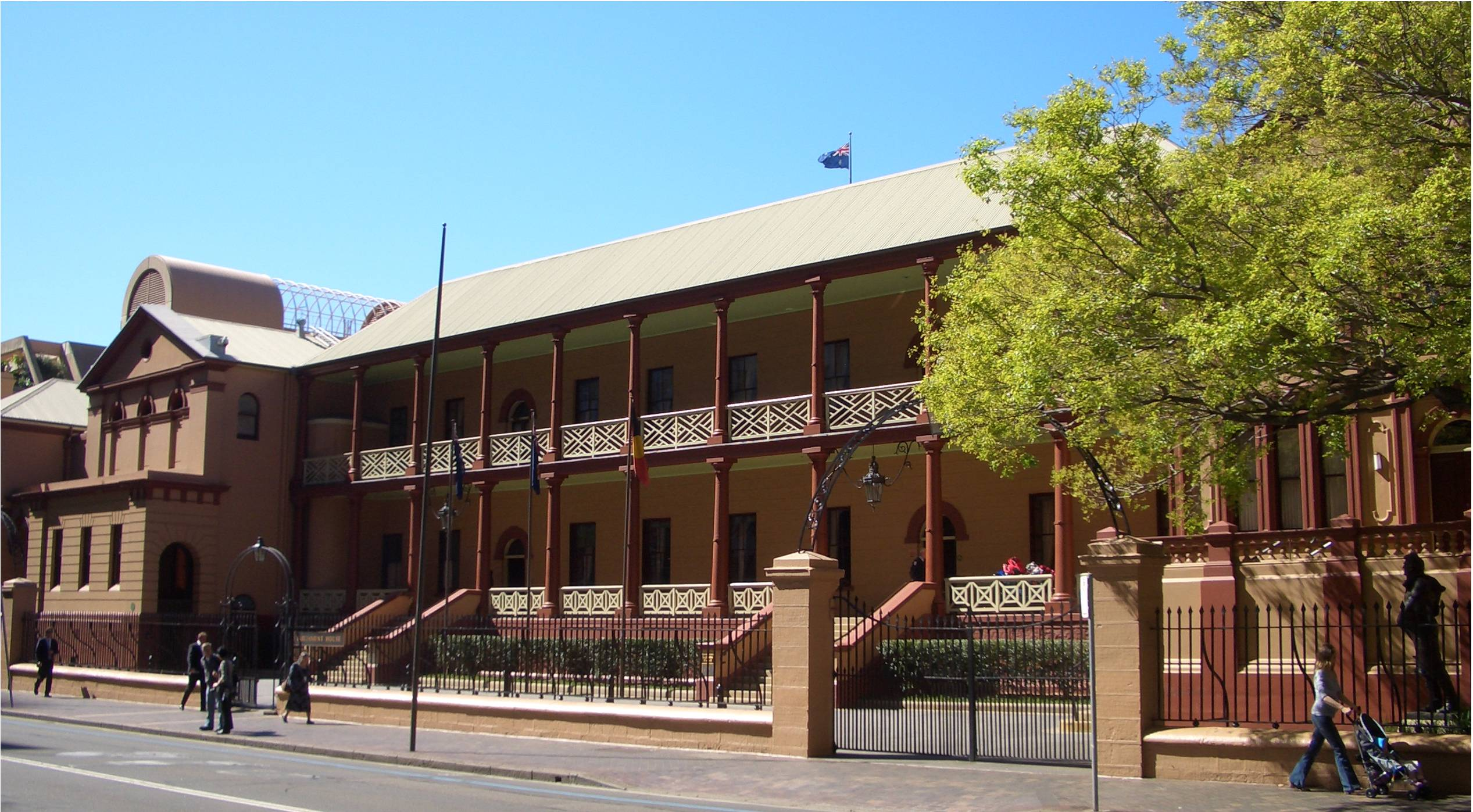
Bâtiment du parlement à Sydney.

L'assemblée est dotée de 93 sièges pourvus pour quatre ans au vote à second tour instantané dans autant de circonscriptions électorales. Le vote y est utilisé sous sa forme optionnelle : les électeurs peuvent classer l'intégralité des candidats par ordre de préférences en écrivant un chiffre à côté de chacun de leurs noms sur le bulletin de vote, 1 étant la première préférence. Contrairement à la forme intégrale, les électeurs ne sont pas contraints de faire ce classement pour la totalité des candidats pour que leur vote soit valide. Ils peuvent donc n'indiquer que leur premier et seul choix, ou ne classer qu'une partie des candidats. Au moment du dépouillement, les premières préférences sont d'abord comptées puis, si aucun candidat n'a réuni plus de la moitié des suffrages dans la circonscription, le candidat arrivé dernier est éliminé et ses secondes préférences attribuées aux candidats restants. L'opération est renouvelée jusqu'à ce qu'un candidat atteigne la majorité absolue,.

### Conseil législatif

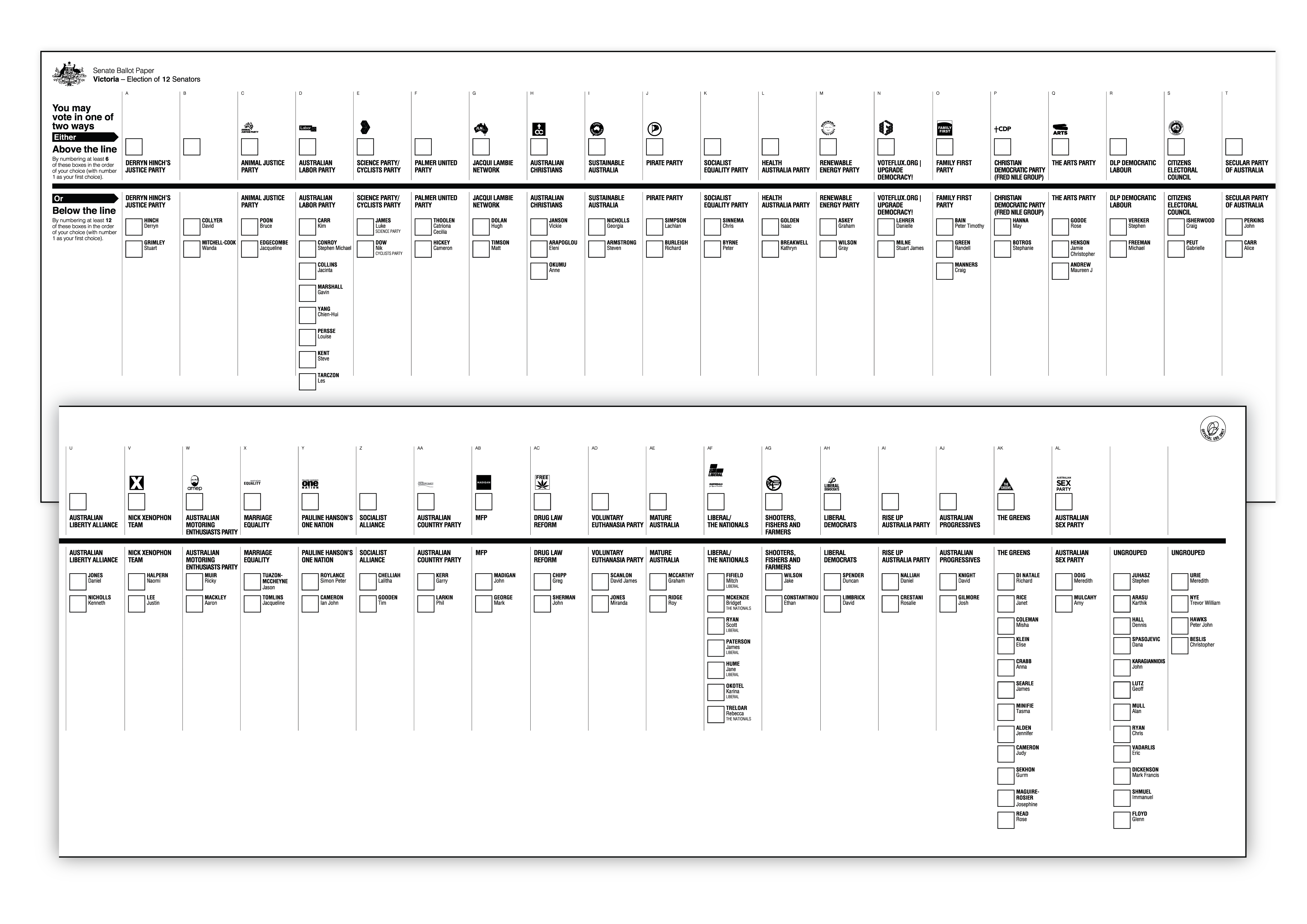
Exemple de bulletin de vote utilisé au Conseil (ici pour l'état de Victoria)

Le conseil est doté de 42 sièges pourvus pour des mandats de huit ans mais renouvelés par moitié tous les quatre ans au scrutin à vote unique transférable dans une unique circonscription électorale couvrant l’État entier. Dans ce mode de scrutin, à finalité proportionnelle, les électeurs classent au moins autant de candidats que de sièges à pourvoir par ordre de préférences en écrivant un chiffre à côté de chacun de leurs noms sur le bulletin de vote, 1 étant la première préférence,.
Dans la pratique, les candidats sont regroupés sur le bulletin de vote par partis, et les électeurs peuvent librement sélectionner l'ensemble des candidats de ce parti ou en sélectionner des candidats de partis différents, à condition d'en sélectionner au moins quinze. Les électeurs ont cependant la possibilité de voter directement pour le parti de leur choix en cochant une seule case, auquel cas l'ensemble de leurs préférences sont attribués aux candidats présentés par le parti dans l'ordre proposé par ce dernier. Les bulletins de vote sont imprimés avec les partis disposés horizontalement au-dessus d'une ligne sous laquelle leurs candidats sont disposés en colonnes verticales. Un vote directement par candidats est ainsi couramment appelé « En dessous de la Ligne » (Below the Line) et un vote par partis « Au dessus de la ligne » (Above the Line). Les partis ne sont pas contraints de présenter autant de candidats que de sièges à pourvoir et tendent à en présenter un nombre restreint afin de limiter la dispersion des voix de leurs électeurs, notamment chez les petit partis,.
Au moment du dépouillement, il est d'abord établi le quota de voix à atteindre par un candidat pour obtenir un siège en divisant le nombre de votes valides plus un par le nombre de sièges à pourvoir plus un. Les premières préférences sont d'abord comptées et le ou les candidats ayant directement atteint le quota sont élus. Pour chaque candidat élu, les secondes préférences de ses électeurs sont ajoutées au total des voix des candidats restants, permettant éventuellement à ces derniers d'atteindre à leur tour le quota. Si aucun candidat n'a atteint le quota dans la circonscription, ou qu'il reste des sièges à pourvoir après attribution des secondes préférences, le candidat arrivé dernier est éliminé et ses secondes préférences attribuées aux candidats restants. Si un candidat est élu ou éliminé et que ses secondes préférences vont à un candidat lui-même déjà élu ou éliminé, les préférences suivantes sont utilisées, et ainsi de suite. L'opération est renouvelée jusqu'à ce qu'autant de candidats que de sièges à pourvoir atteignent le quota,.

## Sondages
| Le graphique qui aurait dû être présenté ici ne peut pas être affiché car il utilise l'ancienne extension Graph, désactivée pour des questions de sécurité. Des indications pour créer un nouveau graphique avec la nouvelle extension Chart sont disponibles ici . |

## Résultats

### Assemblée législative
| Partis                    | Partis                                 | Partis                                 | Votes     | %     | +/-           | Sièges | +/-           |
| ------------------------- | -------------------------------------- | -------------------------------------- | --------- | ----- | ------------- | ------ | ------------- |
|                           | Parti travailliste                     | Parti travailliste                     | 1 738 081 | 36,97 | 3,66          | 45     | 9             |
|                           |                                        | Parti libéral                          | 1 259 253 | 26,78 | 5,21          | 25     | 10            |
|                           | Parti national                         | 403 962                                | 8,59      | 1,01  | 11            | 2      |               |
| Total Coalition           | Total Coalition                        | 1 663 215                              | 35,37     | 6,21  | 36            | 12     |               |
|                           | Verts                                  | Verts                                  | 455 960   | 9,70  | 0,13          | 3      | en stagnation |
|                           | Australie durable                      | Australie durable                      | 104 697   | 2,23  | 0,70          | 0      | en stagnation |
|                           | Une Nation                             | Une Nation                             | 84 683    | 1,80  | 0,70          | 0      | en stagnation |
|                           | Chasseurs, pêcheurs et agriculteurs    | Chasseurs, pêcheurs et agriculteurs    | 73 359    | 1,56  | 1,90          | 0      | 3             |
|                           | Parti pour la légalisation du cannabis | Parti pour la légalisation du cannabis | 60 057    | 1,28  | Nv            | 0      | en stagnation |
|                           | Justice pour les animaux               | Justice pour les animaux               | 51 548    | 1,10  | 0,41          | 0      | en stagnation |
|                           | Libéraux démocrates                    | Libéraux démocrates                    | 39 480    | 0,84  | 0,61          | 0      | en stagnation |
|                           | Option médicales informées             | Option médicales informées             | 11 529    | 0,25  | Nv            | 0      | en stagnation |
|                           | Éducation publique                     | Éducation publique                     | 4 150     | 0,09  | Nv            | 0      | en stagnation |
|                           | Parti des petits commerces             | Parti des petits commerces             | 2 025     | 0,04  | 0,03          | 0      | en stagnation |
|                           | Alliance socialiste                    | Alliance socialiste                    | 1 464     | 0,03  | en stagnation | 0      | en stagnation |
|                           | Indépendants                           | Indépendants                           | 411 682   | 8,76  | 3,99          | 9      | 6             |
|                           |                                        |                                        |           |       |               |        |               |
| Votes valides             | Votes valides                          | Votes valides                          | 4 701 930 | 96,72 |               |        |               |
| Votes blancs et invalides | Votes blancs et invalides              | Votes blancs et invalides              | 159 218   | 3,28  |               |        |               |
| Total                     | Total                                  | Total                                  | 4 861 148 | 100   | –             | 93     | en stagnation |
| Abstentions               | Abstentions                            | Abstentions                            | 660 540   | 11,96 |               |        |               |
| Inscrits / participation  | Inscrits / participation               | Inscrits / participation               | 5 521 688 | 88,04 |               |        |               |

### Conseil législatif
| Partis                    | Partis                                 | Voix      | %     | +/-  | Sièges | Sièges      | Sièges | +/-           |  |
| Partis                    | Partis                                 | Voix      | %     | +/-  | Élus   | Pas en lice | Total  | +/-           |  |
| ------------------------- | -------------------------------------- | --------- | ----- | ---- | ------ | ----------- | ------ | ------------- |  |
|                           | Parti travailliste                     | 1 690 445 | 36,61 | 9,65 | 8      | 7           | 15     | 1             |  |
|                           | Liste jointe libérale-nationale        | 1 374 857 | 29,78 | 5,04 | 7      | 8           | 15     | 2             |  |
|                           | Verts                                  | 419 346   | 9,08  | 0,65 | 2      | 2           | 4      | en stagnation |  |
|                           | Une Nation                             | 273 496   | 5,92  | 0,98 | 1      | 2           | 3      | 1             |  |
|                           | Parti pour la légalisation du cannabis | 169 482   | 3,67  | Nv   | 1      | 0           | 1      | 1             |  |
|                           | Libéraux-démocrates                    | 162 755   | 3,53  | 1,35 | 1      | 0           | 1      | 1             |  |
|                           | Chasseurs, pêcheurs et agriculteurs    | 144 043   | 3,12  | 2,42 | 1      | 1           | 2      | en stagnation |  |
|                           | Justice pour les animaux               | 101 183   | 2,19  | 0,24 | 0      | 1           | 1      | 1             |  |
|                           | Indépendants avec Elizabeth Farrelly   | 61 163    | 1,32  | 0,51 | 0      | 0           | 0      | en stagnation |  |
|                           | Australie durable                      | 42 902    | 0,93  | 0,53 | 0      | 0           | 0      | en stagnation |  |
|                           | Éducation publique                     | 34 523    | 0,75  | Nv   | 0      | 0           | 0      | en stagnation |  |
|                           | Option médicales informées             | 21 362    | 0,46  | Nv   | 0      | 0           | 0      | en stagnation |  |
|                           | Alliance socialiste                    | 17 056    | 0,37  | 0,05 | 0      | 0           | 0      | en stagnation |  |
|                           | Listes indépendantes                   | 104 245   | 2,26  | 2,21 | 0      | 0           | 0      | en stagnation |  |
|                           |                                        |           |       |      |        |             |        |               |  |
| Votes valides             | Votes valides                          | 4 616 858 | 94,31 |      |        |             |        |               |  |
| Votes blancs et invalides | Votes blancs et invalides              | 278 477   | 5,69  |      |        |             |        |               |  |
| Total                     | Total                                  | 4 895 335 | 100   | –    | 21     | 21          | 42     | en stagnation |  |
| Abstentions               | Abstentions                            | 626 353   | 11,34 |      |        |             |        |               |  |
| Inscrits/Participation    | Inscrits/Participation                 | 5 521 688 | 88,66 |      |        |             |        |               |  |

## Analyse
Le Parti travailliste dirigé par Chris Minns remporte les élections pour la première fois depuis douze ans. Le Premier ministre Dominic Perrottet reconnait rapidement sa défaite,,.